# Damien Jefferson
Damien Jefferson (East Chicago, 3 ottobre 1997) è un cestista statunitense.

## Carriera
Dopo aver trascorso la carriera universitaria tra i New Mexico Lobos e i Creighton Bluejays, nel 2021, dopo aver trascorso la preseason con i Sacramento Kings, viene firmato dalla franchigia affiliata della NBA G League degli Stockton Kings. Il 30 gennaio 2022 viene tagliato; poche settimane dopo passa ai Memphis Hustle, che lo confermano anche nella stagione successiva.
Il 31 luglio 2023 si trasferisce all'Ostenda, andando così a giocare per la prima volta in Europa.

## Palmarès

### Squadra
- BNXT League: 1

Ostenda: 2023-2024
- Supercoppa BNXT: 1

Ostenda: 2023

### Individuale
- BNXT League MVP: 1

Ostenda: 2023-2024
- Pro Basketball League MVP finali: 1

Ostenda: 2023-2024
- BNXT League MVP finali: 1

Ostenda: 2023-2024